# 科氏麗鮨
科氏麗鮨為輻鰭魚綱鱸形目鱸亞目鮨科的其中一種，分布於東南大西洋的高夫島海域，棲息深度約183公尺，體長可達25.7公分，為底棲性魚類，屬肉食性，生活習性不明。

## 擴展閱讀
維基物種上的相關：科氏麗鮨